# 44-й истребительный авиационный полк ПВО
44-й истребительный авиационный полк ПВО — воинское подразделение Вооружённых сил СССР в Великой Отечественной войне.

## История наименований
- 38-й истребительный авиационный полк[1];
- 44-й истребительный авиационный полк[1];
- 44-й истребительный авиационный полк ПВО[1];
- 11-й гвардейский истребительный авиационный полк ПВО (07.03.1942)[1];
- 11-й гвардейский истребительный авиационный Выборгский полк (02.07.1944)[1];
- 11-й гвардейский истребительный авиационный Выборгский ордена Кутузова полк (22.10.1944)[1];
- Войсковая часть (Полевая почта) 55766[1].

## История
Полк сформирован в 1938 году как 38-й истребительный авиационный полк в Ленинградском военном округе на аэродроме Горелово Ленинградской области на основе 12-й отдельной истребительной авиаэскадрильи по штатам 15/828 и 15/806Д (приказ Командующего ЛВО № 007 от 19.03.1938) со включением в состав 54-й истребительной авиабригады ВВС ЛВО на самолётах И-16. В июне 1938 года переименован в 44-й истребительный авиационный полк;.
С 30 ноября 1939 года по 13 марта 1940 года принимал участие в Зимней войне в составе 54-й истребительной авиабригады ВВС 7-й армии Северо-Западного фронта на самолётах И-16.
Результаты боевой работы в советско-финляндской войне:
- Совершено боевых вылетов — 3477;
- Сбито самолётов противника — 3;
- Уничтожено при штурмовках:
  - паровозов — 21;
  - ж/д эшелонов — 32;
  - вагонов — 875.
- Свои потери: лётчиков — 5 (боевые — 3; небоевые — 2)

22 июня 1941 года в составе 3-й истребительной авиадивизии ПВО Северной зоны ПВО вступил в боевые действия против фашистской Германии и её союзников на самолётах И-16 и И-153. На момент начала боевой работы имел в боевом составе 54 исправных истребителя обоих типов в 4-х эскадрильях (штат 15/21) — 1-я, 2-я и 3-я аэ на И-16, 4-я аэ на И-153. С конца июня 1941 года начал осваивать на аэродроме Горелово самолёты МиГ-3
В составе действующей армии во время Великой Отечественной войны с 22 июня 1941 по 7 марта 1942 года.
Передан в июле 1941 года в распоряжение войск противовоздушной обороны страны.
С 7 июля 1941 года полк был включён в состав 7-го авиакорпуса ПВО. До окончания боевых действий в составе этого объединения осуществлял прикрытие города Ленинграда и военных объектов с воздуха, помимо задач ПВО вылетал на прикрытие наземных войск, штурмовку войск противника, действуя в интересах командования Ленинградского (до 23.08.1941 года — Северного) фронта.
Уже 8 июля 1941 года полком одержана первая известная воздушная победа в Отечественной войне: лейтенант Евстигнеев Д. П., пилотируя МиГ-3, в воздушном бою в районе оз. Велье сбил немецкий бомбардировщик Ju-88.
В конце июля 1941 года потерял большую часть своих самолётов, включая поступишие МиГ-3 на аэродроме в Ропше в результате налёта десяти Bf-110 вероятнее всего из 2-й группы 210-й эскадры скоростных бомбардировщиков «Hornissen» (II/SKG 210)
27 августа 1941 года пятёркой МиГ-3 вылетал на штурмовой удар по железнодорожным эшелонам, скопившимся на станции Любань.
Осенью 1941 года рассматривался вариант размещения полка на Дворцовой площади, с перенесением Александровской колонны и вырубкой Адмиралтейского сада для устройства аэродрома, однако от идеи отказались и полк был размещён на аэродроме Сосновка.
С ноября 1941 года задействован в том числе и на охране коммуникаций, проходящих по Ладожскому озеру. Получил истребители ЛаГГ-3. На 12 декабря 1941 года базируется в Манушкино, Парголово, Касимово, имея в наличии 20 ЛаГГ-3 (7 неисправных) и 27 лётчиков.
7 марта 1942 года приказом Народного комиссара обороны СССР № 70 за образцовое выполнение боевых задач и проявленные при этом мужество и героизм полк преобразован в 11-й гвардейский истребительный авиационный полк ПВО.

## Подчинение
| Дата            | Фронт (округ)       | Армия | Корпус                                    | Дивизия                                | Примечания |
| --------------- | ------------------- | ----- | ----------------------------------------- | -------------------------------------- | ---------- |
| 22.06.1941 года | Северный фронт      | -     | -                                         | 3-я истребительная авиационная дивизия | -          |
| 01.07.1941 года | Северный фронт      | -     | -                                         | 3-я истребительная авиационная дивизия | -          |
| 10.07.1941 года | Северный фронт      | -     | 7-й истребительный авиационный корпус ПВО | -                                      | -          |
| 01.08.1941 года | Северный фронт      | -     | 7-й истребительный авиационный корпус ПВО | -                                      | -          |
| 01.09.1941 года | Ленинградский фронт | -     | 7-й истребительный авиационный корпус ПВО | -                                      | -          |
| 01.10.1941 года | Ленинградский фронт | -     | 7-й истребительный авиационный корпус ПВО | -                                      | -          |
| 01.11.1941 года | Ленинградский фронт | -     | 7-й истребительный авиационный корпус ПВО | -                                      | -          |
| 01.12.1941 года | Ленинградский фронт | -     | 7-й истребительный авиационный корпус ПВО | -                                      | -          |
| 01.01.1942 года | Ленинградский фронт | -     | 7-й истребительный авиационный корпус ПВО | -                                      | -          |
| 01.02.1942 года | Ленинградский фронт | -     | 7-й истребительный авиационный корпус ПВО | -                                      | -          |
| 01.03.1942 года | Ленинградский фронт | -     | 7-й истребительный авиационный корпус ПВО | -                                      | -          |

## Командиры
- майор Благовещенский Всеволод Георгиевич, 10.04.1941 — 10.06.1943

## Отличившиеся воины полка
| Награда | Ф.И.О.                      | Должность                   | Звание            | Данные о вылетах | Дата награждения | Примечания                         |
| ------- | --------------------------- | --------------------------- | ----------------- | ---------------- | ---------------- | ---------------------------------- |
|         | Пасечник Артём Спиридонович | военный комиссар эскадрильи | старший политрук  | -                | 07.04.1940       | посмертно, погиб, спасая командира |
|         | Тюрин Михаил Петрович       | младший лётчик              | младший лейтенант | 73 боевых вылета | 07.04.1940       | посмертно, погиб, спасая командира |